# HMS Afridi (F07)
Pour les autres navires du même nom, voir HMS Afridi.
Le HMS Afridi est un destroyer de la classe Tribal qui servit dans la Royal Navy durant la Seconde Guerre mondiale.
Sa quille est posée le 9 juin 1936 au chantier naval Vickers-Armstrongs de Newcastle upon Tyne, en Angleterre. Il est lancé le 8 juin 1937 et mis en service le 3 mai 1938 sous le commandement du captain George Hector Creswell.

## Historique
Après ses essais, le destroyer appareille de Portland, en Angleterre, le 27 mai 1938, pour rejoindre la flotte méditerranéenne basée à Malte. En juillet, il patrouille dans les eaux de la côte espagnole de la Méditerranée dans le cadre de la guerre civile qui ravage le pays.
Le 18 septembre 1938, l'Afridi arrive à Istanbul, en Turquie, pour une visite officielle. L'accord de Munich et l'occupation allemande de la Tchécoslovaquie ont entraîné l'annulation du reste de la croisière en mer Noire. L'Afridi effectue alors un court séjour à Alexandrie, en Égypte, avant de rejoindre la 4e flottille de destroyers à Malte. Le 23 février 1939, il rejoint Gibraltar où les flottes méditerranéenne et nationale se réunissent pour des exercices combinés. Lors de l'un d'entre eux, le destroyer entre en collision avec le croiseur Penelope, nécessitant des réparations à Malte. Après ses réparations, il est transféré dans la 4e flottille de destroyers et rejoint Alexandrie au cours duquel il participe à de nombreux exercices.
Renvoyé en Angleterre juste après le début du conflit, l'Afridi est affecté en mer du Nord avec la Humber Force basée à Immingham. En décembre, il est transféré à Rosyth pour effectuer des tâches d'escorte de convoi entre le Royaume-Uni et la Norvège. À partir d'avril 1940, sous le commandement du capitaine Philip Vian, l'Afridi participe à de nombreuses campagnes maritimes au large de la Norvège en compagnie de ses navires jumeaux. Au cours de l'une d'elles, la force britannique est attaquée par l'aviation allemande. Le destroyer Gurkha est coulé, tandis que le cuirassé Rodney et les croiseurs Glasgow et Southampton sont endommagés. L'Afridi échappa aux dégâts et revint faire le plein de vivres et de munitions à Scapa Flow.
Le 3 mai 1940 à 8 heures, alors qu'il escortait un convoi au large des côtes norvégiennes, l'Afridi et les autres navires qui l'entouraient ont été attaqués par des bombardiers en piqué allemands Ju87 et Ju88. Le destroyer français Bison est coulé, les destroyers Imperial, Grenade et Afridi se contentant de secourir les survivants sous le feu des bombardiers allemands. Vers 14 heures, l'Afridi est attaqué une nouvelle fois par deux avions venant de chaque côté, les manœuvres d'évitement étant impossibles. Une des bombes explose dans sa chaufferie n ° 1 et provoque un violent incendie, tandis qu'une autre frappe à bâbord juste devant le pont. L'Imperial et le Griffin lui porte alors assistance. À 14 h 45, l'Afridi chavire et coule à la position géographique 66° 14′ N, 5° 45′ E. 53 membres de son équipage décèdent dans le naufrage, dont un officier. 13 soldats ont également été perdus — les seules victimes parmi les 12 000 soldats évacués d'Åndalsnes et de Namsos — et 35 des 69 Français secourus plus tôt du destroyer Bison.